# Charles Le Blanc (1935)
Pour les articles homonymes, voir Le Blanc.
Ne doit pas être confondu avec Charles Le Blanc (1965).
Charles Le Blanc est un sinologue et un traducteur canadien d'expression française né à Bouctouche (Nouveau-Brunswick au Canada) en 1935.

## Biographie
Charles Le Blanc commence sa carrière à l’Université d’État de Pennsylvanie, où il est intégré au département d’études orientales. Après un séjour à l’Université de Moncton, il fonde en 1976 le Centre d’études asiatiques de l’Université de Montréal  (CÉTASE) qu’il dirige jusqu’en 1997. Il est le père de la sinologie canadienne.
Professeur émérite au département de philosophie de l’Université de Montréal, fondateur du Centre d'études de l'Asie de l'Est (CÉTASE), il est également membre de la Société Royale du Canada. 

## Ouvrages
Charles Le Blanc a publié une quinzaine d'ouvrages et de traductions, seul ou en collaboration avec des sinologues avertis, et nombre d'articles scientifiques dont l'écho est international.
Charles Le Blanc dirige la collection « Sociétés et cultures de l’Asie » des Presses de l'université de Montréal. Il y a publié Le Wen zi (2000)  en plus de traduire Confucius (2004) et une étude sur la population chinoise (2006). 
En 2003, il publie, avec Rémi Mathieu, Philosophes taoïstes II : le Huainan zi dans la prestigieuse collection de la bibliothèque de la Pléiade chez Gallimard. 
En 2007, son petit essai Profession sinologue, forme une sorte de legs intellectuel en plus d'ouvrir de façon générale d'intéressantes pistes de recherche.
Charles Le Blanc est catholique et fait partie de l'Ordre des Dominicains (O.P.).